# Peter Meinert Nielsen
Peter Meinert Nielsen (* 14. Mai 1966 in Grenaa) ist ein ehemaliger dänischer Radrennfahrer und nationaler Meister im Radsport.

## Sportliche Laufbahn
Meinert Nielsen war im Straßenradsport aktiv. Als Amateur gewann er von 1987 bis 1989 die nationale Meisterschaft im Einzelzeitfahren. 1988 war er Teilnehmer der Olympischen Sommerspiele in Seoul. Im olympischen Straßenrennen kam er auf den 74. Rang. 1989 gewann er das Eintagesrennen Stjerneløbet sowie eine Etappe in der Schweden-Rundfahrt. Im Straßenrennen der Nordischen Meisterschaften wurde er Zweiter hinter Anders Eklundh. 1990 wurde er im Etappenrennen Grand Prix Guillaume Tell Zweiter hinter Werner Stutz. Bei den Straßenradsport-Weltmeisterschaften 1990 kam er auf den 6. Platz im Rennen der Amateure. 1989 wurde er als Radsportler des Jahres in Dänemark geehrt.
Von 1991 bis 2000 war er Berufsfahrer. Als Radprofi wurde er Zweiter im Hofbräu-Cup 1992, in der Vuelta a Asturias 1993, bei Paris–Bourges 1994, in der Ronde van Nederland und in der Dänemark-Rundfahrt 1997 sowie in der nationalen Straßenmeisterschaft 1998. Dritter wurde er im Giro del Piemonte 1994, in der nationalen Straßenmeisterschaft 1995 sowie in der Dänemark-Rundfahrt 1998. Bei den Straßenradsport-Weltmeisterschaften 1995 und 1998 kam er im Straßenrennen nicht ins Ziel, 1996 wurde er 33. Meinert Nielsen war 1999 Mitglied des Teams US Postal Service von Lance Armstrong, als dieser seine erste Tour de France gewann. Meinert Nielsen bestritt alle Grand Tours.

## Grand-Tour-Platzierungen
| Grand Tour            | 1991 | 1992 | 1993 | 1994 | 1995 | 1996 | 1997 | 1998 | 1999 |
| --------------------- | ---- | ---- | ---- | ---- | ---- | ---- | ---- | ---- | ---- |
| Giro d’ItaliaGiro     | 84   | –    | –    | –    | –    | –    | –    | –    | –    |
| Tour de FranceTour    | –    | DNF  | –    | DNF  | –    | –    | 49   | 45   | DNF  |
| Vuelta a EspañaVuelta | –    | –    | 19   | 25   | 31   | 20   | DNF  | 82   | –    |

## Berufliches
Nach seiner aktiven Karriere ging er 2000 zum dänischen Radsportteam Fakta und übernahm dort bis 2003 die Position als Sportlicher Leiter. Später leitete er eine Firma für Kücheneinrichtungen in Dänemark und arbeitete TV-Experte für Radsport.